# سیارک ۱۴۶۹۴
سیارک ۱۴۶۹۴ (به انگلیسی: 14694 Skurat، نامگذاری:2000AR145) چهارده هزار و ششصد و نود و چهارمین سیارک کشف شده‌است که در ۶ ژانویه ۲۰۰۰ کشف شد.
قدر مطلق سیارک برابر ۱۵٫۰ است.